# Ирхулени
Урхилина (лув. U+ra/i-hi-li-na) или Ирхулени (аккад. mIr-ḫu-le-e-ni) — лувийский царь Хамата в IX веке до нашей эры, сын Париты. Известен, в первую очередь, тем, что, наряду с дамасским царём Хадад-эзером, возглавлял коалицию сирийских государств против ассирийской экспансии. Южно-сирийская коалиция преуспела в 853 году до н.э. в битве при Каркаре, фактически одержав победу над новоассирийским царём Салманасаром III и надолго остановив продвижение ассирийцев на запад.

## Имя
Устоявшееся традиционное прочтение имени этого царя — «Урхилина» (лув. U+ra/i-hi-li-na<-sa>), однако из-за разночтений в точном значении лувийских иероглифов имя также может писаться также как Урахилина, а иногда и с добавлением характерного для индоевропейских языков окончания существительного мужского рода (Урахилинас, Урхулинас). Лувийские иероглифические надписи на раковинах из так называемого «форта Салманасара» в Нимруде (HAMA 9) содержат имя этого хаматского царя, написанное как «Урхилана».
При аккадской передаче лувийского имени обычно используют «Ирхулени» (аккад. mIr-ḫu-le-e-ni), хотя из-за разночтений и/или орфографических ошибок резчика часто встречаются в литературе также варианты Ирхулену, Урхулени, Урхилени (как на Балаватских воротах), Ирхулина, Ирхулена.
Несмотря на то, что точное значение его не известно, имя «Урхилина» зачастую трактуют как хурритское, опираясь при этом первую часть имени, крайне схожую на лексему хурритских имён в среде хеттской знати (в частности, Урхи-Тешшуб). Другие исследователи указывают на схожесть имени хаматского царя со словом, засвидетельствованном в угаритских текстах — urhln, и так же другим словом, встречающемся в текстах из Нузи — Urhal-enni, что, возможно, значит «бог есть стойкость».
Имя Урхилины, в ассирийском варианте «Ирхулени/Урхилени» было известно исследователям ещё в XIX веке, благодаря многочисленным текстам ассирийского царя Салмансара III, упоминавшего царя Хамата среди своих противников. Корректная передача лувийскими иероглифами имени «Урхилина» была сделана в 1913 году Кэмбелл-Томсоном, задолго до расшифровки лувийской письменности с помощью билингвы из Каратепе, открытой в середине 1940-х годов.

## Начало правления и строительная деятельность
Время вступления Ирхулени на престол и обстоятельства достоверно неизвестны. Сам он в своих надписях указывает, что престол ему достался от его отца Парты (лув. Paritas или Paratas). Среди царственных предков упоминается (HAMA 4) также дед Урхилинаса и прадед, имена которых, однако, не называются. Это позволяет говорить о лувийской династии Хамата, насчитывающей минимум пять представителей на троне.
Описывая события правления Урхилины, иероглифические надписи («хаматские камни» — англ. stones of Hamath или Hamathite stones) сообщают об активном строительстве, развернувшемся по всей стране . Став царём, Урхилина «воздвиг престол каждому отдельному богу». В честь богини Баалат (Pahalati) он возвёл зернохранилище (HAMA 8) и храм (HAMA 4), посвящённый также и Богу Бури (HAMA 5). Вообще, на Ближнем Востоке в оценках современников строительная деятельность царей раннего железного века была настолько престижна и важна, что могла стать и причиной острой полемики.
Вероятно, в честь богини царь также основывал города — об этом сообщают несколько разбросанных по Внутренней Сирии каменных плит. На данный момент известны четыре плиты с таким содержанием: «RESTAN», обнаруженная в 22 км. к югу от Хамы; стела «TALL ŠṬĪB» из места Талль-Штиб к востоку от Хамата; стела из иракской деревни Хинес (HINES — вероятно, более поздняя копия хаматской стелы), в которой, однако, отсутствует имя царя; стела, обнаруженная в основании одного из христианских храмов в Апамее (QAL'AT EL MUDIQ), что может свидетельствовать о том, что это место было обжито ещё в позднехеттскую эпоху.

## Битва при Каркаре
После того как арамейские политии на восточном берегу Евфрата были завоёваны ассирийцами, Салманасар III, решил, что настало время совершить шаг, так заботливо избегаемый его отцом, Ашшурнацирапалом II — обратить оружие против Дамаска, наиболее опасного противника для ассирийцев на западе и направился вглубь Сирии.
Царство Хамат непосредственно граничило с теми районами Сирии, которые уже стали объектом ассирийской экспансии. И заинтересованность Урхилины в создании антиассирийской коалиции вполне понятна. Если верить словам Салманасара, то именно его нападение на северные города Хамата вызвало призыв хаматского царя о помощи, ответом на что и стало объединение войск противников Ассирии.
Получив дань от лояльных правителей, Салманасар вступил без боя в Халман (Алеппо), а затем захватил и разорил три хаматских поселения — Аденну, Баргу и Аргану, царский город Ирхулени. Выступив из Арганы, он приблизился к Каркару, в бассейне среднего течения реки Оронт, также описанному в ассирийской хронике как «царский город». Армия коалиции сконцентрировалась около Каркара.
У стен Каркара произошла решающая битва. Салманасар в своих летописях говорит, что он разрушил Каркар и нанёс «поражение от Каркары до Гильзау», наголову разбив антиассирийскую коалицию, войска которой понесли потери в 14 тысяч воинов. Но, очевидно, на самом деле победа, которую приписывает себе Салманасар, была весьма сомнительной. О своих потерях ассирийский царь промолчал, но они, вероятно, были весьма велики. Фактически, итогом этого противостояния стало отступление ассирийских войск, которые не только не двинулись далее, на Хамат и Дамаск, но даже вынуждены были вернуться обратно в Ассирию.

## Поздние отношения с Ассирией
В течение 8 лет после Каркара ассирийцы не смели совершать походы в Сирию, не считая разведывательных набегов 849 и 848 годах до н. э. В 845 году до н. э. Салманасар III созвал общее ополчение и выступил против Сирии, но снова без успеха. Ассирийцы не прорвались к Дамаску, да и Хамат был задет ими не в очень значительной степени.
Однако опасная для ассирийской экспансии коалиция сирийских и палестинских правителей сохранялась недолго. Вскоре между израильским царём Ахавом и Бен-Хададом, участниками южно-сирийского союза, началась война и в сражении под Рамот-Гилеадом израильтяне были разбиты, а Ахав погиб, его семейство было вскоре уничтожено. Новый царь Израиля Иегу (Ииуй), узурпировавший престолу у сына Ахава Иорама, подчинился Ассирии и прислал Салманасару III богатые дары.
Затем, около 841 года до н. э., смерть постигла самого Бар-Хадада II (известного также как Хадад-Эзер и Адад-Идри): согласно Библии, один из его приближенных по имени Азаил, воспользовавшись тяжёлой болезнью царя, придушил его мокрым одеялом и сам захватил престол. К этому времени из коалиции явно вышел Арвад, установивший хорошие отношения с ассирийским царем. Таким образом, антиассирийская коалиция сирийский царей распалась, чем не замедлил воспользоваться Салманасар.
В 841 году до н. э. он наносит серьёзный удар по Дамаску, в котором произошла смена правителя. Примечательным в этой связи является то, что описывая поход на Дамаск, ассирийский царь не упоминает Хамат и его царя. Это позволяет исследователям заявлять, что ассирийская армия напрямую атаковала Дамаск, беспрепятственно пройдя по территории Хаматского царства, которое, кажется, было отделено от коалиции принуждением или, возможно, дипломатическими методами.
Вероятно, в поздние годы Ирхулени поддерживал отношения с Ассирией. Об этом могут свидетельствовать фрагменты нескольких раковин, найденные в ходе раскопок Кальху. Семь из них содержат надпись лувийскими иероглифами «Урхилана царь» (HAMA 9). Наиболее популярная версия рассматривает раковины как детали кастаньет (точнее, кротал) или трещотки, доставленные в Кальху как вотивные предметы, дипломатические дары или же часть добычи. Однако точное предназначение этих раковин и пути, коими они попали в ассирийскую столицу — открытый вопрос.
Ирхулени на престоле Хамата наследовал его сын, носящий лувийское имя Уратами, который известен благодаря «хаматским камням», осветившим его строительные труды (согласно текстам, он «построил» или «перестроил» укрепления в своём царстве, особенно в столице), и переписке с правителем приевфратского княжества Суху Мардук-апил-уцуром.
Более века спустя ассирийский царь Саргон II на своей установленной в Хамате стеле (BOROWSKI stele, она же Бейрутская стела), празднуя завоевание Емафа, утверждал, что наложил на ассирийцев, поселившихся там, дань и налоги, «подобные тем, которые цари моих отцов [т. е. Салманасар III] наложили на Ирхулени хаматянина». Подобное утверждение кажется маловероятным, учитывая, что Салманасар III, подробно описывавший свои свершения, не преминул был упомянуть этот факт в своих многочисленных сохранившихся записях, но оно может отражать положение, при котором Урхилина достиг своего рода согласия с Ассирией.